# Chelsea Stewart
Chelsea Blaine Stewart (Denver, 28 de abril de 1990) é uma futebolista canadense que atua como defensora, medalhista olímpica. 

## Carreira
Chelsea Stewart fez parte do elenco medalha de bronze em Londres 2012.